# 八角亭 (喃吧哇縣)
八角亭（印尼語：Parit Banjar，或稱Kuala）是印度尼西亞西加里曼丹省喃吧哇縣東喃吧哇鎮下轄的一個村，位於東喃吧哇鎮的西南部，地處喃吧哇河入海口，東接Pasir Wan Salim村，西隔喃吧哇河與喃吧哇鎮的Kuala Secapah村為界，南臨卡里馬塔海峽，北連Pasir Panjang村。